# Cristalizador

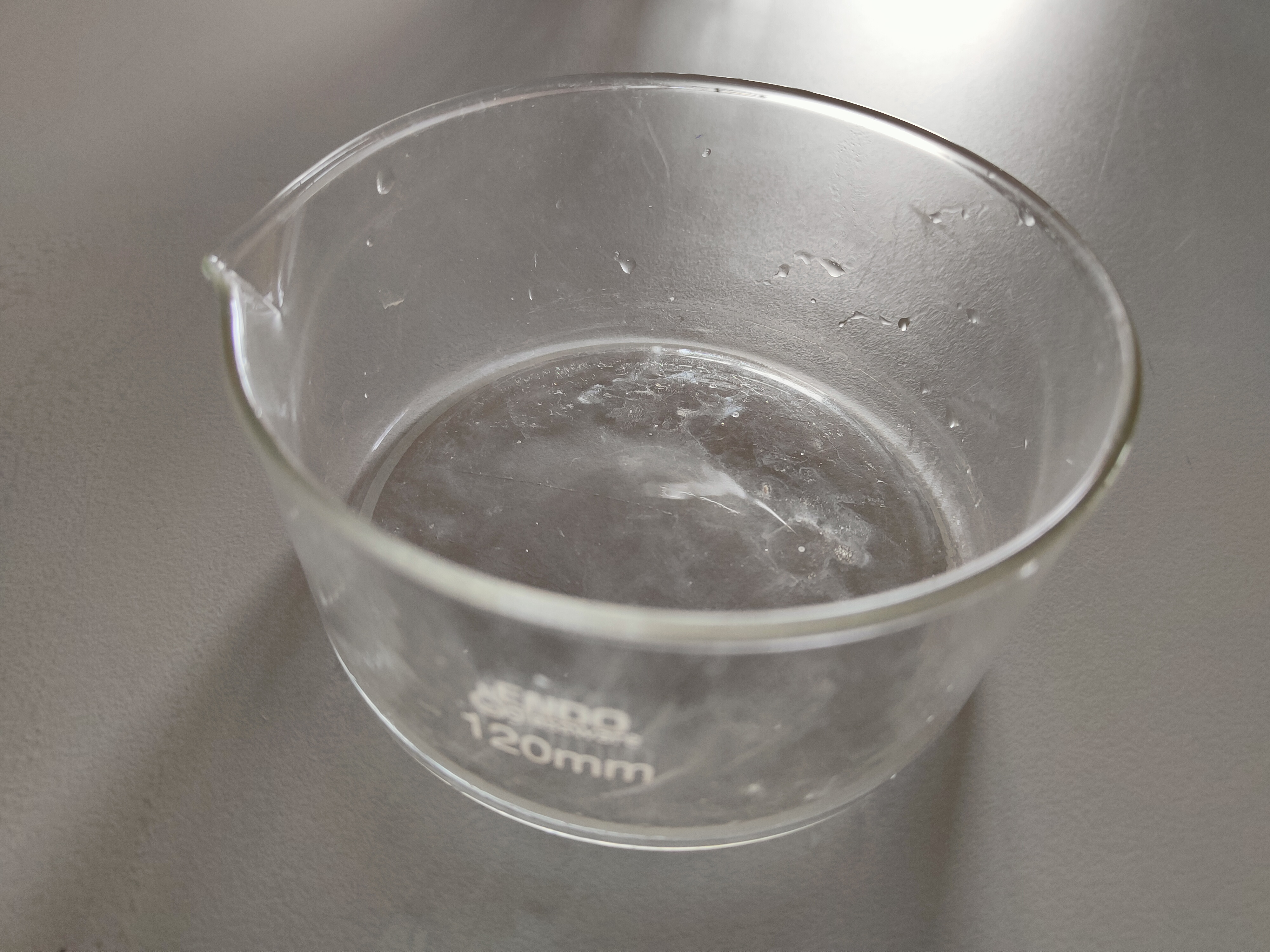
Cristalizador

Un cristalizador es un elemento perteneciente al material de vidrio que consiste en un recipiente de base ancha y poca estatura. Su objetivo principal es cristalizar el soluto de una solución, por evaporación del solvente, el cristalizador se utiliza para separar sólidos cristalinos de una solución mediante el uso de calor y agitación para promover la formación de cristales, y luego el giro lento del eje central para permitir que los cristales se depositen en las paredes del recipiente. Una vez depositados, los cristales se pueden recolectar y secar para su uso posterior. Esta técnica se utiliza ampliamente en la producción de productos químicos y medicamentos. .También tiene otros usos, como tapa, como contenedor, etc.

## Funcionalidad del cristalizador
El objetivo de la forma es que tenga una base ancha para permitir una mayor evaporación de los elementos que se introduzcan dentro, sin embargo, el diseño y la operación pueden variar en función del tipo de solución y de los cristales que se desean separar. Por ejemplo, pueden estar equipados con agitadores y dispositivos de enfriamiento y calentamiento.
A nivel industrial existen
- Cristalizador de circulación forzada
- Cristalizador DTB
- Cristalizador tipo Ocnvjd.
- Cristalizador de enfriamiento Superficial
- Cristalizador a vacío o Tipo Flash

Además, en el laboratorio también puede variar el tamaño y la forma tomando en cuenta el tamaño y la cantidad de la solución que se está utilizando.

## Aplicaciones del cristalizador
Los cristalizadores pueden ser soluciones ideales para los casos aquí expuestos:
- No poder verter efluentes ya tratados.
- Efluentes con alta carga contaminante.
- Alta concentración de materias primas.
- El resto de técnicas convencionales no funcionan.

Se usan para evaporar rápidamente el líquido de una solución, facilitando la cristalización del soluto.
CAPACIDADES
50ml a 2000ml